# Збірна СРСР з футболу
Збі́рна СРСР з футбо́лу (рос. Сборная СССР по футболу) — команда СРСР з футболу, якою керувала Федерація футболу СРСР. Після розпаду Союзу Радянських Соціалістичних Республік правонаступницею збірної стала команда СНД, яка існувала тільки рік, тому правонаступницею обох збірних стала збірна Росії.

## Виступи збірної СРСР

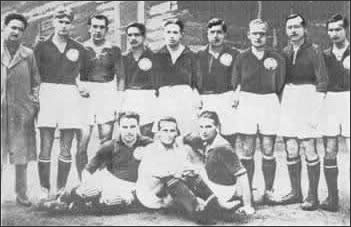
Збірна СРСР 1924 року.

### Начемпіонатах світу
- 1958 — 1/4 фіналу
- 1962 — 1/4 фіналу
- 1966 — 4-е місце
- 1970 — 1/4 фіналу
- 1974 — дискваліфікована
- 1978 — не пройшла кваліфікацію
- 1982 — 2-й груповий етап
- 1986 — 1/8 фіналу
- 1990 — груповий етап

### На чемпіонатах Європи
| Фінальна стадія | Фінальна стадія         | Фінальна стадія         | Фінальна стадія         | Фінальна стадія         | Фінальна стадія         | Фінальна стадія         | Фінальна стадія         |                         | Кваліфікація            | Кваліфікація            | Кваліфікація            | Кваліфікація            | Кваліфікація |
| Рік             | Раунд                   | Місце                   | М                       | В                       | Н                       | П                       | М'ячі                   | М                       | В                       | Н                       | П                       | М'ячі                   |              |
| --------------- | ----------------------- | ----------------------- | ----------------------- | ----------------------- | ----------------------- | ----------------------- | ----------------------- | ----------------------- | ----------------------- | ----------------------- | ----------------------- | ----------------------- | ------------ |
| 1960            | Чемпіон                 | 1                       | 2                       | 2                       | 0                       | 0                       | 5-1                     | 4                       | 2                       | 0                       | 1                       | 4-1                     |              |
| 1964            | Фіналіст                | 2                       | 2                       | 1                       | 0                       | 1                       | 4-2                     | 4                       | 7                       | 2                       | 0                       | 4-1                     |              |
| 1968            | 4-е місце               | 4                       | 2                       | 0                       | 1                       | 1                       | 0-2                     | 8                       | -                       | -                       | -                       | -                       |              |
| 1972            | Фіналіст                | 2                       | 2                       | 1                       | 0                       | 1                       | 1-3                     | 8                       | 5                       | 3                       | -                       | 16-0                    |              |
| 1976            | Не пройшла кваліфікацію | Не пройшла кваліфікацію | Не пройшла кваліфікацію | Не пройшла кваліфікацію | Не пройшла кваліфікацію | Не пройшла кваліфікацію | Не пройшла кваліфікацію | Не пройшла кваліфікацію | Не пройшла кваліфікацію | Не пройшла кваліфікацію | Не пройшла кваліфікацію | Не пройшла кваліфікацію |              |
| 1980            | Не пройшла кваліфікацію | Не пройшла кваліфікацію | Не пройшла кваліфікацію | Не пройшла кваліфікацію | Не пройшла кваліфікацію | Не пройшла кваліфікацію | Не пройшла кваліфікацію | Не пройшла кваліфікацію | Не пройшла кваліфікацію | Не пройшла кваліфікацію | Не пройшла кваліфікацію | Не пройшла кваліфікацію |              |
| 1984            | Не пройшла кваліфікацію | Не пройшла кваліфікацію | Не пройшла кваліфікацію | Не пройшла кваліфікацію | Не пройшла кваліфікацію | Не пройшла кваліфікацію | Не пройшла кваліфікацію | Не пройшла кваліфікацію | Не пройшла кваліфікацію | Не пройшла кваліфікацію | Не пройшла кваліфікацію | Не пройшла кваліфікацію |              |
| 1988            | Фіналіст                | 2                       | 5                       | 3                       | 1                       | 1                       | 7-4                     | 8                       | 5                       | 3                       | 0                       | 14-3                    |              |
| Всього          | 5/8                     | 1 титул                 | 13                      | 7                       | 2                       | 4                       | 17-12                   | 32                      | -                       | -                       | -                       | -                       |              |

## Рекордсмени
| Позиція | Гравець             | Матчів | Період    |
| ------- | ------------------- | ------ | --------- |
| 1       | Олег Блохін         | 112    | 1972—1988 |
| 2       | Рінат Дасаєв        | 91     | 1979—1990 |
| 3       | Альберт Шестерньов  | 90     | 1961—1971 |
| 4       | Анатолій Дем'яненко | 80     | 1981—1990 |
| 5       | Володимир Безсонов  | 79     | 1977—1990 |
| 6       | Лев Яшин            | 74     | 1954—1967 |
| 7       | Сергій Алейніков    | 77     | 1984—1991 |
| 8       | Муртаз Хурцилава    | 69     | 1965—1973 |
| 9       | Олег Протасов       | 68     | 1984—1991 |
| 10      | Валерій Воронін     | 66     | 1960—1968 |

| Позиція | Гравець               | Голи | Період    |
| ------- | --------------------- | ---- | --------- |
| 1       | Олег Блохін           | 42   | 1972—1988 |
| 2       | Олег Протасов         | 28   | 1984—1991 |
| 3       | Валентин Іванов       | 26   | 1956–1965 |
| 4       | Едуард Стрєльцов      | 25   | 1955–1968 |
| 5       | Віктор Колотов        | 22   | 1970–1978 |
| 6       | Віктор Понєдєльнік    | 20   | 1960–1966 |
| 6       | Ігор Численко         | 20   | 1959–1968 |
| 8       | Анатолій Банішевський | 20   | 1965–1972 |
| 9       | Анатолій Ільїн        | 16   | 1952–1959 |
| 10      | Анатолій Бишовець     | 15   | 1966–1972 |

## Представники українського футболу у складі збірної СРСР

### Фінальна стадія чемпіонату світу 1990 року
Віктор Чанов, Володимир Безсонов, Олег Кузнецов, Анатолій Дем'яненко, Ахрік Цвейба, Василь Рац, Геннадій Литовченко, Олександр Заваров, Іван Яремчук, Олег Протасов, Володимир Лютий

### Фінальна стадія чемпіонату Європи 1988 року
Віктор Чанов, Володимир Безсонов, Олег Кузнецов, Анатолій Дем'яненко, Сергій Балтача, Іван Вишневський, Василь Рац, Геннадій Литовченко, Олександр Заваров, Олексій Михайличенко, Олег Протасов, Ігор Бєланов

### Фінальна стадія чемпіонату світу 1986 року
Віктор Чанов, Сергій Краковський, Володимир Безсонов, Анатолій Дем'яненко, Олег Кузнецов, Андрій Баль, Олександр Заваров, Геннадій Литовченко, Іван Яремчук, Павло Яковенко, Василь Рац, Олег Блохін, Олег Протасов, Ігор Бєланов, Вадим Євтушенко

### Фінальна стадія чемпіонату світу 1982 року
Віктор Чанов, Сергій Балтача, Анатолій Дем'яненко, Андрій Баль, Леонід Буряк, Володимир Безсонов, Вадим Євтушенко, Олег Блохін, Юрій Суслопаров.

### Фінальна стадія чемпіонату світу 1970 року
Леонід Шмуц, Володимир Капличний, Володимир Мунтян, Віктор Серебряников, Анатолій Бишовець, Анатолій Пузач, Віталій Хмельницький, Валерій Поркуян.

### Фінальна стадія чемпіонату світу 1966 року
Віктор Серебряников, Леонід Островський, Йожеф Сабо, Валерій Поркуян, Віктор Банніков.

### Фінальна стадія чемпіонату світу 1962 року
Володимир Маслаченко, Едуард Дубинський, Леонід Островський, Йожеф Сабо, Віктор Каневський, Віктор Серебряников.

### Фінальна стадія чемпіонату світу 1958 року
Юрій Войнов, Володимир Маслаченко, Леонід Островський, Володимир Єрохін.

## Представники українського футболу у збірній СРСР на Чемпіонаті Європи

### Фінальна стадія чемпіонату Європи 1988 року
У складі радянської команди було 13 українських футболістів (11 з київського Динамо, один з дніпропетровського Дніпра — Іван Вишневський та один з московського «Спартака» — Віктор Пасулько). Тренував збірну СРСР український тренер — Валерій Лобановський.

### Фінальна стадія чемпіонату Європи 1972 року
У складі срібного призера — збірної СРСР було 9 українських футболістів (шість з київського Динамо, та по одному з луганської Зорі, донецького Шахтаря та львівських Карпат). Шість українських футболістів виступало у вирішальному матчі проти команди ФРН.

### Фінальна стадія чемпіонату Європи 1960 року
Чемпіонами Європи стали наступні представники українських клубів або вихідці з України: Володимир Маслаченко, Юрій Ковальов, Юрій Войнов.

## Головні тренери
- Валерій Лобановський
- Анатолій Бишовець
- Костянтин Бєсков

## Форма
Домашня
| 1958-1989 | ЧС-70 |

Виїзна
| ЧС-66 | ЧС-82 | ЧС-86 | ЧЄ-88 | ЧС-90 |